# Список глав государств в 34 году
| 33 ← Список глав государств по годам → 35 |

## Африка
- Мавретания — Птолемей, царь (23 — 40)
- Мероитское царство — Писакар, царь (ок. 28 — ок. 37)

## Азия
- Адиабена:
  - Елена, царица  (ок. 30 — ок. 34)
  - Изат II, царь (ок. 34 — ок. 55)
- Анурадхапура — Чулабхайя, царь (33 — 35)
- Великая Армения — Арташес III, царь (18 — 34/35)
- Иберия — Фарсман I, царь  (1 — 58)
- Индо-парфянское царство — Гондофар I, царь (ок. 19 — ок. 46)
- Китай (династия Восточная Хань) — Гуан У-ди (Лю Сю), император (25 — 57)
- Корея (Период Трех государств):
  - Когурё — Тэмусин, тхэван (18 — 44)
  - Пэкче — Тару, тхэван (28 — 77)
  - Силла — Юри, исагым (24 — 57)
- Кушанское царство — Куджула Кадфиз, царь (ок. 30 — ок. 80)
- Набатейское царство — Арета IV Филопатрис, царь (9 до н. э. — 40)
- Осроена — Абгар V, царь (4 до н.э. — 7, 13 — 50)
- Парфия — Артабан II (III), шах (12 — 35, 36 — 38)
- Понтийское царство — Пифодорида, царица (8 до н.э. — 38)
- Сатавахана — Гауракришна, махараджа (31 — 56)
- Хунну — Юй, шаньюй (18 — 46)
- Элимаида — Ород I,  царь (ок. 25 — ок. 50)
- Япония — Суйнин, тэнно (император) (29 до н. э. — 70 н. э.)

## Европа
- Атребаты — Верика, вождь (15 — 40)
- Боспорское царство — Аспург, царь (8 до н.э. — 38)
- Дакия — Скорило, вождь (29 — 68)
- Ирландия — Ферадах Финдфехтнах, верховный король (14 — 36)[1]
- Катувеллауны — Кунобелин, вождь (ок. 9 — 43)
- Одрисское царство (Фракия) — Реметалк II, царь (18/19 — 38)
- Римская империя:
  - Тиберий, римский император (14—37)
  - Павел Фабий Персик, консул (34)
  - Луций Вителлий, консул (34)

## Галерея

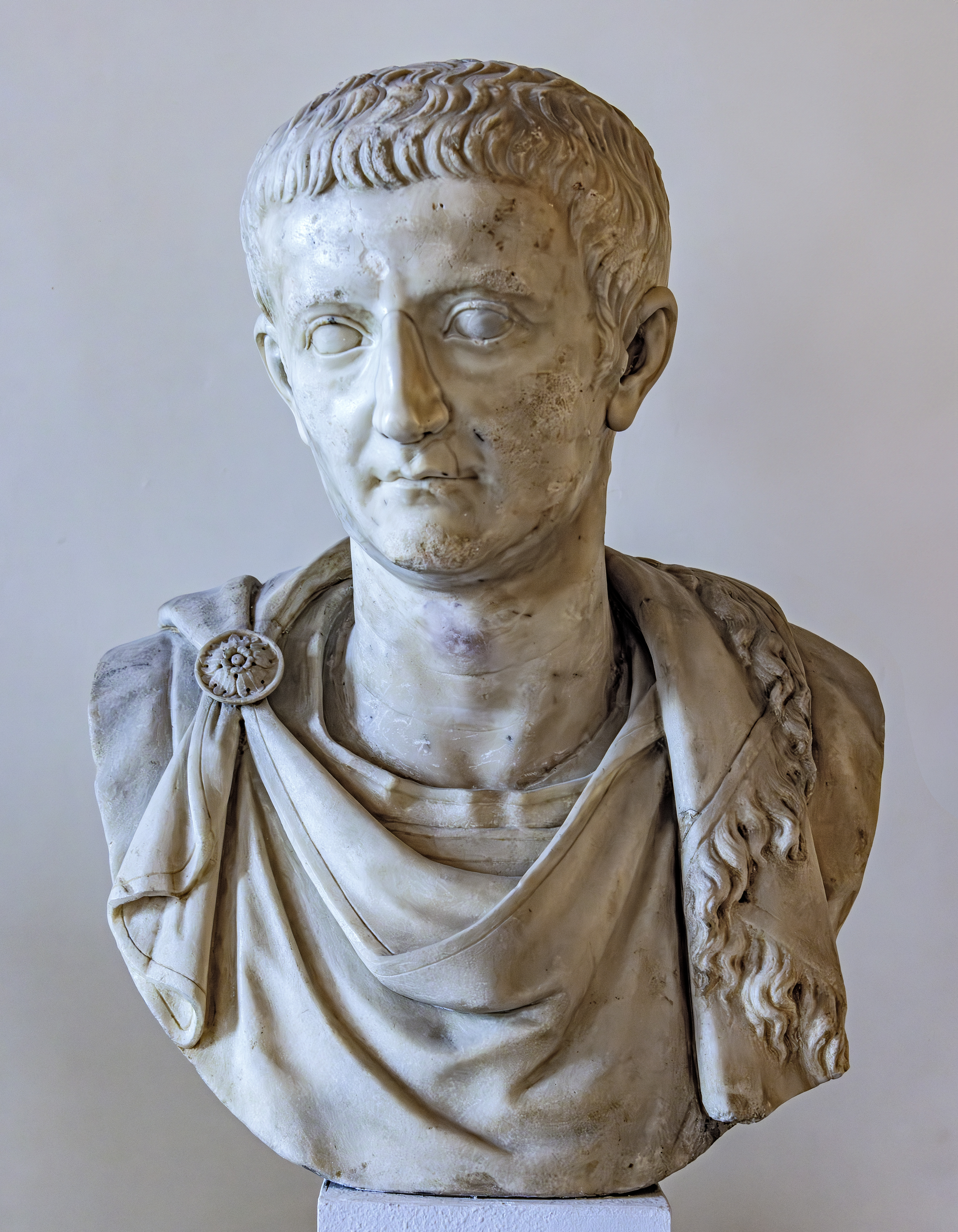
Тиберий 14 — 37 Император Римской империи
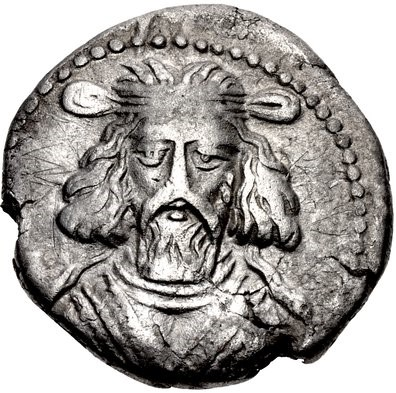
Артабан II (III) 12 — 35, 36 — 38 Царь Парфии
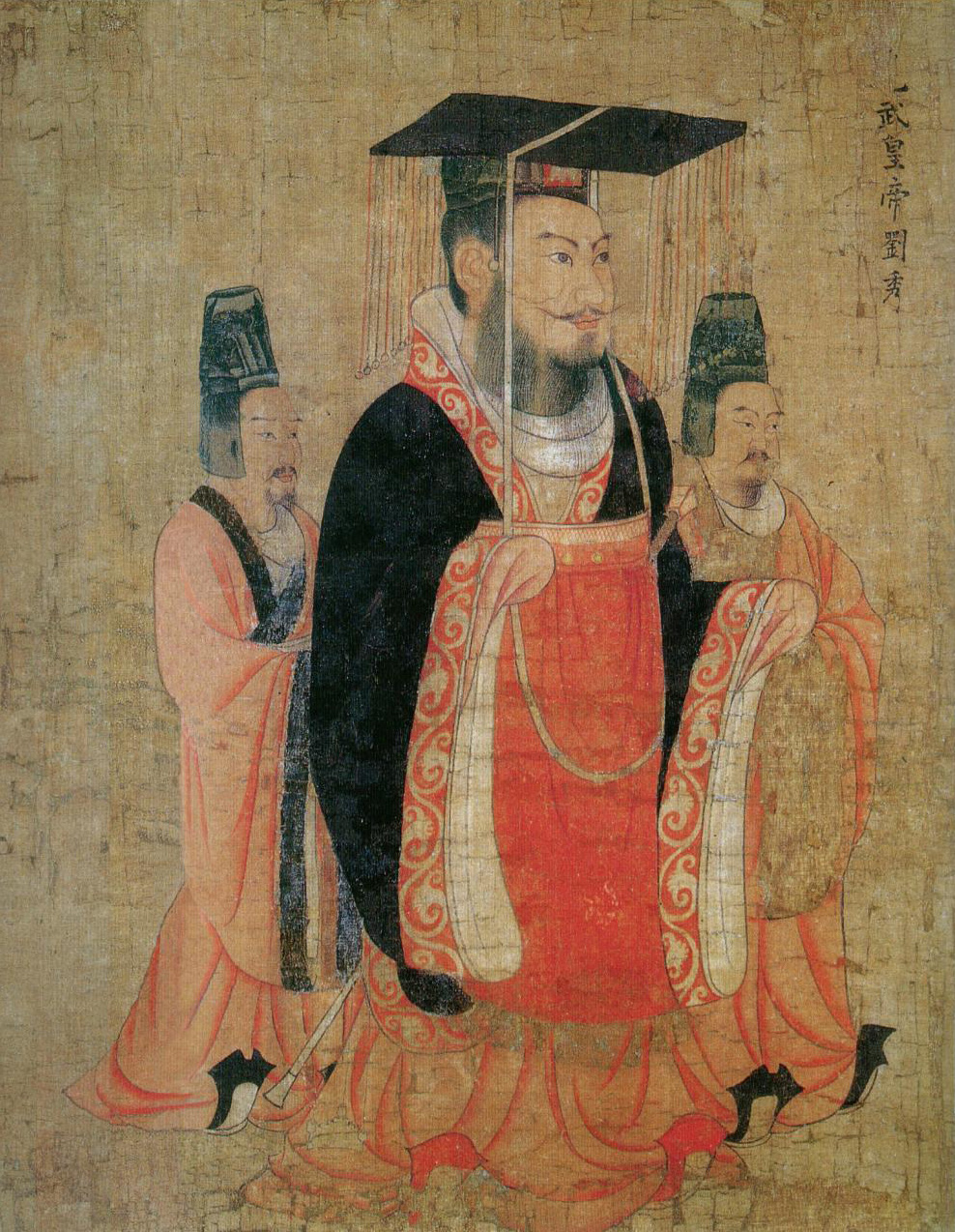
Гуан У-ди 25 — 57 Император Восточной Хань
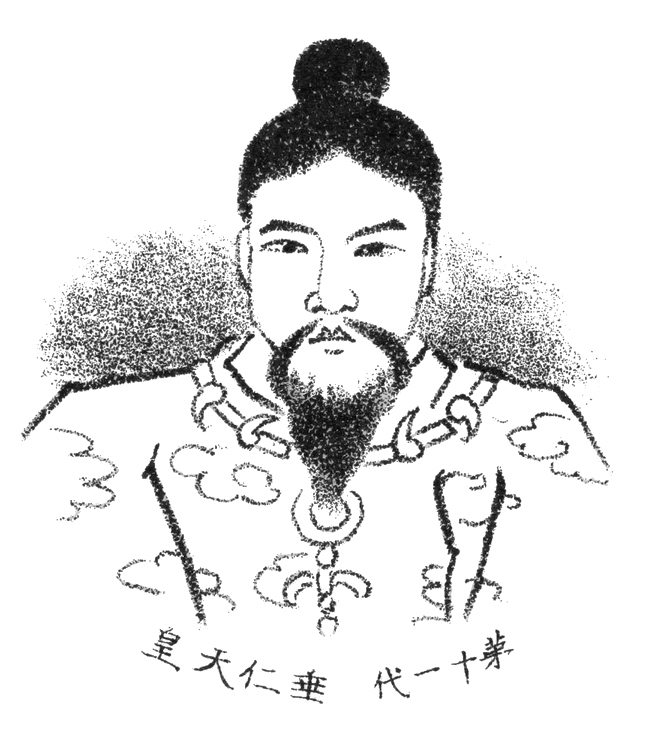
Суинин 29 до н. э.— 70 Император Японии